# Eickel
Eickel è un quartiere (Stadtteil) di Herne, appartenente al distretto urbano (Stadtbezirk) omonimo.